# Ease Up
Ease Up – trzynasty album studyjny Don Carlosa, jamajskiego wykonawcy muzyki roots reggae.
Płyta została wydana w roku 1994 przez waszyngtońską wytwórnię RAS Records. Nagrania zarejestrowane zostały w studiach Tuff Gong w Kingston oraz Lion & Fox w Waszyngtonie. Ich produkcją zajął się Alric "Goldielocks" Lansfield. Don Carlosowi akompaniowali muzycy sesyjni z zespołów The Roots Radics Band oraz Crucial Youths All Stars.

## Lista utworów
1. "Ease Up The Pressure"
2. "400 Years"
3. "Call On Me"
4. "Love Is Free"
5. "Christine"
6. "Heads Of Government"
7. "Magic Man"
8. "Prophecy"
9. "Sound In Good Shape"
10. "400 Dubs"
11. "Ease Up Dub"
12. "Call On Me Dub"

## Muzycy
- Dwight "Brother Dee" Pinkney - gitara
- Winston "Bo-Peep" Bowen - gitara rytmiczna
- Aston "Family Man" Barrett - gitara basowa
- Andrew Colebrook - gitara basowa
- Lloyd Parks - gitara basowa
- Leroy "Horsemouth" Wallace - perkusja
- Robert Lynn - instrumenty klawiszowe
- Ronald "Nambo" Robinson - puzon
- David Madden - trąbka
- Dean Fraser - saksofon
- Felix "Deadly Headley" Bennett - saksofon
- Alric "Goldielocks" Lansfield - chórki